# Фернандеш, Жуан Педру Матуш
Жуан Педру Матуш Фернандеш (порт. João Pedro Matos Fernandes; род. 12 декабря 1967, Агеда, Авейру) — государственный и политический деятель Португалии.

## Биография
В 1991 году окончил факультет гражданского строительства Университета Порту. В 1995 году получил степень магистра транспорта в «Instituto Superior Técnico». В первой половине 1990-х работал в планово-координационном комитете. Позже был советником государственного секретаря по природным ресурсам (до 1997 года) и руководителем кабинета государственного секретаря в министерстве окружающей среды (до 1999 года). В 1999—2005 годах руководил консалтинговой компанией «Quarternaire Portugal». С 2005 года был назначен в советы различных португальских портов. В 2009—2012 годах управлял портом Виана-ду-Каштелу, с 2008 по 2010 год возглавлял ассоциацию португальских портов. В 2012—2013 годах работал на консультационных должностях в Мозамбике. С 2014 по 2015 год был президентом общественной компании водоснабжения «Águas do Porto». Также вел академическую деятельность, в том числе в университетах Порту и Лиссабона.
В 2015 году занял должность министра окружающей среды в правительстве Антониу Кошты. В 2019 году от Социалистической партии был избран депутатом Ассамблеи Республики. В том же году был назначен министром охраны окружающей среды и климата на второй срок премьер-министра.